# Emeileptura
Emeileptura is een kevergeslacht uit de familie van de boktorren (Cerambycidae). De wetenschappelijke naam van het geslacht werd voor het eerst geldig gepubliceerd in 1991 door Holzschuh.

## Soorten
Emeileptura is monotypisch en omvat slechts de volgende soort:
- Emeileptura conspecta Holzschuh, 1991